# Otenabant
Otenabant ist ein Arzneistoff, der als Medikament gegen Fettleibigkeit eingesetzt werden sollte. Von dem Pharmaunternehmen Pfizer wurde der Antrag auf Zulassung jedoch zurückgezogen, als sich Probleme, in Form von psychiatrischen Nebenwirkungen, mit dem strukturell ähnlichen Rimonabant offenbarten.
Ebenso wie Rimonabant, ist Otenabant ein CB1-Rezeptor-Antagonist.